# Francisco María de Borbón
Francisco María Isabel de Borbón y Borbón, duque de Marchena, (Madrid, 20 de agosto de 1861 - París, 17 de noviembre de 1923) fue un aristócrata español de sangre real, estrechamente ligado a la familia real de España y emparentado también con las de Portugal y las Dos Sicilias.
Era sobrino carnal del rey Francisco de Asís, marido de Isabel II; sobrino segundo de esta reina y también de su rival: el rey carlista Carlos VI; primo carnal de Alfonso XII y tío segundo de Alfonso XIII.

## Origen familiar
Fue el hijo primogénito de los infantes de España Don Sebastián Gabriel de Borbón y Braganza, infante también de Portugal, gran prior de Castilla y León de la Orden de San Juan de Jerusalén, y Doña María Cristina de Borbón y Borbón, su segunda mujer, hermana del rey Francisco de Asís. Su padre poseía una gran fortuna como heredero de una línea menor de la casa real de España originada por el infante Don Gabriel, hijo del rey Carlos III, en la que se sucedió el citado priorato. Su madre era llamada la Infanta Boba, por sus cortos alcances.
Sus abuelos paternos fueron los infantes de España y Portugal Don Pedro Carlos de Borbón y Braganza y Doña María Teresa de Braganza y Borbón, su mujer, princesa de Beira (que se llamó reina de España por su segundo matrimonio con el infante pretendiente Don Carlos María Isidro, iniciador de la dinastía carlista). Y los maternos, el infante español Don Francisco de Paula de Borbón y Borbón-Parma, duque de Cádiz, y la princesa Luisa Carlota de Borbón-Dos Sicilias y Borbón, su primera mujer.
Entre sus bisabuelos y tatarabuelos figuraban los reyes de España Carlos IV y María Luisa de Parma y Carlos III y Amalia de Sajonia, de quienes provenía por varias líneas, así como los reyes de Portugal María I y Pedro III y Juan VI y Carlota Joaquina de Borbón (de quienes también descendía varias veces), y los de las Dos Sicilias Francisco I y María Isabel de Borbón.
Pese a haber nacido de un matrimonio dinástico entre infantes de España, Francisco no ostentó esta dignidad ni tuvo tratamiento de Alteza Real. Así lo había decidido la reina Isabel II para todos los hijos de dicho matrimonio, en parte por motivos económicos, pues la vasta fortuna particular de Don Sebastián Gabriel era suficiente para mantener dignamente a su prole, y así se ahorraba esta carga a las arcas del Estado.

## Primeros años
Francisco María nació en Madrid el 20 de agosto de 1861, durante el reinado de su tía Isabel II, cuñada y prima de sus padres. Aún estaba en mantillas cuando esta reina le impuso las insignias de la Orden del Toisón de Oro, el 11 de febrero de 1862.
Con nueve años de edad, y a raíz de la revolución que destronó a su tía en 1868, Francisco marchó al exilio con sus padres. Tras una estancia en Biarritz se instalaron en la ciudad bearnesa de Pau, en la Villa Labourdette. Y aquí falleció su padre el 14 de febrero de 1875, cuando acababa de ser restaurada la monarquía en España.
Poco después regresó con su madre y sus cuatro hermanos a la corte, donde el flamante rey Alfonso XII, su primo carnal, se hizo cargo de ellos personalmente, pues pareció que Doña María Cristina, la Infanta Boba, no era capaz de responsabilizarse de sus hijos. El rey envió a sus primos al Theresianum de Viena, prestigioso colegio donde había estudiado él mismo, y les designó por tutor y curador a José Mariano Quindós y Tejada, marqués de San Saturnino.
En 1880, el marqués de San Saturnino solicitó para Francisco María la sucesión en la dignidad de gran prior de Castilla y León de la Orden de San Juan, que había gozado su padre como poseedor de un mayorazgo-infantazgo fundado por el rey Carlos III. Pero esta petición no fue atendida, considerándose que aquel infantazgo había sido abolido por la Ley Desvinculadora de 1820 y por la Desamortizadora de 1856, que aplicó al Estado las encomiendas de dicha Orden, y que la pensión que por este concepto y como carga de justicia cobraba del presupuesto el difunto infante, fue una indemnización de carácter vitalicio.
Francisco María fue un hombre de salud frágil, carácter irascible y escasas luces, tal vez aquejado de alguna enfermedad mental.
A la edad de veinticuatro años, fue agraciado con el título de duque de Marchena, con grandeza de España: concesión de Alfonso XII por Real Carta del 30 de julio de 1885. Cinco meses después murió este rey, su primo y protector. Y desde entonces, la reina María Cristina siguió velando por Francisco y sus hermanos. A dos de ellos otorgó también sendos títulos ducales: los de Dúrcal y Ánsola. Y para todos intentó concertar matrimonios desiguales pero ventajosos.

## Matrimonio
Contrajo matrimonio morganático con María del Pilar de Muguiro y Beruete. La boda se celebró con real licencia en Madrid el 7 de enero de 1886, y ella era hija del acaudalado empresario y político navarro Fermín de Muguiro y Azcárate, primer conde de Muguiro, diputado a Cortes y senador, y de María de los Ángeles de Beruete y Moret, su segunda mujer, condesa de Barciles (título pontificio).
Francisco y Pilar se instalaron en París, donde nacieron sus tres hijas, pero la convivencia fue desde el principio desavenida y tormentosa, con frecuentes accesos violentos del marido, y se separaron de hecho a los pocos años.
Ella se amancebó con el armenio sir Basil Zaharoff, magnate financiero, tratante de armas a gran escala y uno de los hombres más ricos de la Europa de entonces, con quien había trabado amistad durante su misma luna de miel. Sir Basil adquirió para la duquesa el castillo de Balincourt, en el valle del Oise, Francia. Se lo compró a la baronesa de Vaughan, antigua amante «oficial» del rey Leopoldo II de Bélgica.
El duque de Marchena volvió a figurar en la corte de Alfonso XIII, su sobrino segundo. Pero terminó sus días recluido en un sanatorio de París. Falleció el 17 de noviembre de 1923 en la localidad de Neuilly-sur-Seine, a las afueras de la capital francesa, y fue enterrado en la capilla del castillo de Balincourt.
A raíz de su muerte, el rey Alfonso XIII otorgó a su viuda el título vitalicio de duquesa de Villafranca de los Caballeros y le dio real licencia para casar con el que había sido su amante durante muchos años. La boda se celebró el 22 de septiembre de 1924 en la misma capilla donde yacía el difunto duque, y Zaharoff prohijó a sus dos hijas supérstites. Pero este nuevo matrimonio apenas duró año y medio, pues Pilar falleció en Mónaco el 24 de febrero de 1926.

## Descendencia
De su matrimonio con Pilar Muguiro nacieron tres hijas:
- María Cristina  de Borbón y Muguiro, II duquesa de Marchena, que nació en París el 27 de julio de 1889 y falleció en Londres el 3 de octubre de 1981. Casó en París el 11 de noviembre de 1911 con Leopold Herbert George Walford (1881-1958), armador británico cuyos negocios y fortuna estaban estrechamente ligados a los de Zaharoff.[10] Con descendencia en que sigue su título. El IV y actual duque de Marchena es su nieto Juan Jacobo Walford Hawkins y de Borbón, nacido en Londres en 1941.
- Elena de Borbón y Muguiro, que nació el 30 de julio de 1890 en París, donde murió soltera el 3 de enero de 1909.
- María de los Ángeles  de Borbón y Muguiro, que nació en París el 24 de julio de 1895 y finó en Abano Terme (Véneto, Italia) el 19 de julio de 1964. Casó en el castillo de Balincourt el 15 de junio de 1920 con el conde polaco Jan Ostroróg (1896-1975), representante en Estambul de las empresas de Zaharoff.[10] Con descendencia.

## Distinciones
- I duque de Marchena, con grandeza de España. Desde el 30 de julio de 1885.

- Caballero de la Insigne Orden del Toisón de Oro. Desde el 11 de febrero de 1862.[3]

- Caballero de la Real Maestranza de Caballería de Valencia. Desde 1885.[11]

- Caballero gran cruz de la Orden de Cristo de Portugal.[11]

- Caballero gran cruz de la Orden de Avís de Portugal.[11]